# Saint Thomas More College
Il Saint Thomas More College (STM) è un'università pubblica di indirizzo cattolico con sede a Saskatoon, nel Saskatchewan, Canada.
Fu fondato nel 1936 dai Preti di San Basilio in seguito all'invito del presidente della University of Saskatchewan al vescovo di Saskatoon ad aprire un college cattolico da affiliare all'università. È intitolato a san Tommaso Moro.